# Typhonium listeri
Typhonium listeri är en kallaväxtart som beskrevs av David Prain. Typhonium listeri ingår i släktet Typhonium och familjen kallaväxter. Inga underarter finns listade.